# ZIP! (방송 프로그램)
ZIP!은 일본 니혼 TV 방송망에서 방송 중인 뉴스, 정보 프로그램이다. 정확한 명칭은 ZIP이다.

## 방송 일정
- 2011년 4월 1일부터 2023년 3월 31일까지 / 매주 월요일 ~ 금요일 아침 5시 50분 ~ 8시
- 2023년 4월 3일부터 현재 / 매주 월요일 ~ 금요일 아침 5시 50분 ~ 9시

## 의미
전에 방송 하였던 줌인 아침!과 줌인! SUPER에 이어서 방송되는 프로그램으로 Zoom IN People을 뜻한다고 한다. 또한 컴퓨터의 ZIP파일과 같이 열으면 여러가지가 튀어나오는 요술상자(玉手箱)라는 뜻도 가지고 있다.

## 자체 제작 프로그램
- 스마탄(す・またん) - 간사이 광역권

## 동시간별 방송 프로그램
- NHK 뉴스 오하요 일본 (NHK)
- THE TIME, (TBS)
- 메자마시 TV (후지TV)
- 굿!모닝 (TV아사히)